# Re bắc
Re bắc hay re xanh, re hoa trắng (danh pháp: Cinnamomum tonkinense) là loài thực vật có hoa trong họ Nguyệt quế. Loài này được (Lecomte) A.Chev. miêu tả khoa học đầu tiên năm 1918.